# Le Cid

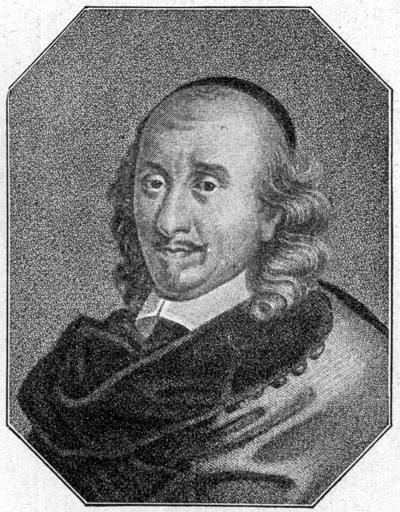
Retrato de Pierre Corneille, o dramaturgo

Le Cid é uma tragicomédia francesa em cinco atos escrita por Pierre Corneille, apresentada pela primeira vez em dezembro de 1636 no Théâtre du Marais em Paris e publicada no mesmo ano. É baseado na peça Las Mocedades del Cid, de Guillén de Castro. A peça de Castro, por sua vez, é baseada na lenda do guerreiro castelhano conhecido como El Cid .
Um enorme sucesso popular, Le Cid de Corneille foi objeto de uma acalorada polêmica sobre as normas da prática dramática conhecida como Querelle du Cid (Querela do Cid). A Academia Francesa do cardeal Richelieu reconheceu o sucesso da peça, mas determinou que ela era defeituosa, em parte porque não respeitava as unidades clássicas.
Hoje, Le Cid é amplamente considerado o melhor trabalho de Corneille e uma das maiores peças do século XVII.

## Contexto
As histórias do Cid são baseadas na vida do guerreiro espanhol Rodrigo Díaz de Vivar, que viveu aproximadamente de 1043 até 1099. O verdadeiro “Cid” parece ter lutado tanto ao lado dos muçulmanos como ao lado dos cristãos em momentos diferentes, aparentando ter sido uma figura mercenária. Na peça, contudo, ele é apresentado apenas como um soldado cristão. O nome "El Cid" foi derivado da palavra árabe para senhor (sayyid) e tornou-se espanhol, e posteriormente recebeu um artigo francês para a versão de Corneille. Até hoje, o Cid continua sendo um personagem popular do folclore espanhol, que inspirou muitas histórias e obras de arte.
A peça é derivada da peça Les Mocedades del Cid de Guillén de Castro, publicada em 1618 e escrita entre 1612 e 1615. Por causa das semelhanças das peças, Jean Mairet acusou Corneille de plágio em março de 1637.

## Recepção e "La Querelle"
Le Cid foi originalmente encenado no Théâtre du Marais em dezembro de 1636. A peça foi um sucesso, embora bastante polêmica devido à divergência das diretrizes padrão de dramaturgia da época. A peça foi inovadora por alguns motivos. Teve um final feliz, o que era raro nas "tragédias" da época, e abriu precedentes para que dramaturgos tragicômicos posteriores encerrassem suas peças de diferentes maneiras. Os críticos tentaram submeter a peça à Poética de Aristóteles e às suas prescrições, mas Corneille contra-argumentou que grandes personagens trágicos são inerentemente implausíveis. . Este desacordo e as discussões que se seguem são conhecidos como "La Querelle du Cid", ou A Querela do Cid.
Após a sua estreia, o Cardeal Richelieu pediu à nova Academia Francesa que escrevesse uma discussão sobre os méritos da peça. Georges de Scudéry, outro dramaturgo, também escreveu uma crítica à peça. Ele alegou que Corneille estava se "deificando". Ele pretendia provar que o enredo da peça não valia nada, abusou das regras básicas da poesia dramática, seguiu um rumo errático e que todas as belezas da peça foram plagiadas.
Jean Chapelain escreveu o documento para a Académie, que critica particularmente a implausibilidade do afeto contínuo de Chimène por Rodrigue depois que ele matou seu pai. Seu acordo em se casar com Rodrigue conforme as ordens do rei fazia dela uma personagem imoral, argumentou Chapelain, o que era um perigo para o público e sua moral. Ele disse que personagens implausíveis e imorais não deveriam aparecer em peças, mesmo que sejam baseadas em fatos históricos. Corneille ignorou isso e provou que as peças não precisavam ser educativas, sempre mostrando o mal sendo punido. Os pontos da trama devem ser necessários, argumentou a Academia, e eventos históricos como este não devem ser dramatizados.
Em resposta a estas críticas, Corneille argumentou que a sua peça evocava pena e medo. Os personagens de Rodrigue e Chimène, observou ele, têm virtudes, que é o que leva às suas paixões, causando assim o infortúnio. Ele argumentou que múltiplas ações funcionavam bem para que uma peça tivesse começo, meio e fim fortes. Existe apenas um ato completo na peça, mas ele pode evoluir através de diversos outros atos incompletos. A peça se passava em apenas uma cidade, o que Corneille acreditava ser equivalente à unidade de lugar.

## Personagens
- Dom Rodrigue (Le Cid) – Amante de Chimène, filho de Don Diègue. Depois de lutar com sucesso contra os mouros, os inimigos o chamam de "Le Cid", que deriva da palavra árabe para senhor, sayyid.
- Chimène – Filha de Dom Gomès. Ela tem um romance com Don Rodrigue, mas eles se distanciam quando ele mata seu pai em um duelo.
- Don Gomès, O Conde de Gormas – pai de Chimène, general de Castela
- Don Diègue – Pai de Dom Rodrigues
- Doña Urraque, L'Infante - filha do rei, apaixonada por Don Rodrigue
- Dom Fernand – Rei de Castela (historicamente, de 1035-1065)
- Dom Sanche – Apaixonado por Chimène, luta contra Don Rodrigue
- Elvira – Governanta de Chimène
- Leonor – Governanta de Dona Urraque .
- Don Arias e Don Alonse – Homens de Castela

## Adaptações
Os estudiosos estimam que pelo menos vinte e seis compositores criaram adaptações operística do conto clássico. Mais notavelmente, a peça é a base para a ópera Le Cid de Jules Massenet e parcialmente para Flavio de Handel. Roger Iglésias dirigiu uma adaptação para a televisão, que foi ao ar em 24 de fevereiro de 1962. Também existem várias paródias literárias, teatrais e cinematográficas, principalmente na cultura francesa.